# Van Hool
 (janvier 2012).
Si vous disposez d'ouvrages ou d'articles de référence ou si vous connaissez des sites web de qualité traitant du thème abordé ici, merci de compléter l'article en donnant les références utiles à sa vérifiabilité et en les liant à la section « Notes et références ».
Van Hool est une société familiale belge qui, de 1947 à 2024, fabrique des autobus, autocars ainsi que des remorques, châssis et conteneurs-citernes. La société est le principal fournisseur pour les transports en commun belges, comme la STIB, par exemple. Elle est située à Lierre (Koningshooikt), en province d'Anvers.

## Histoire

### Lancement
Bernard Van Hool est né en 1902 à Koningshooikt. En 1928, il épouse Bertha Van Asch avec qui il va avoir huit fils et deux filles. Il commence d'abord par ouvrir sa taillerie de diamants puis dû à la situation liée aux années 1930, il se lance dans l'incubation mécanique d'œufs de poule mais son entreprise sera détruite lors de la Seconde Guerre mondiale. Ayant vu un besoin dans le transport lors de cette période, c'est ainsi qu'il créa son entreprise spécialisée dans le transport en s'associant avec son plus jeune frère, Jozef. En 1946, l'entreprise de transport se spécialise dans l'autocar[réf. nécessaire].
Ses huit fils le rejoignirent au sein de l'entreprise durant les années suivantes[réf. nécessaire].
Les premiers véhicules étaient des carrosseries d'autobus, autocars et camions, construits individuellement sur des châssis nus, de toutes les marques de l'époque, selon les souhaits du client. Ce mode de construction avait comme avantage une grande souplesse. Mais l'inconvénient était l'impossibilité de standardiser et donc d'augmenter la production[réf. nécessaire].

### Un constructeur renommé
Le 15 février 1957 un accord commercial fut signé avec Fiat V.I.. Van Hool allait dorénavant construire des véhicules intégraux (ou autoportants) en y intégrant des moteurs et autres composants mécaniques Fiat (boîte de vitesses, axes, volant, etc.). Grâce à Fiat, Van Hool allait passer de simple carrossier à constructeur à part entière d'autobus et d'autocars, qui portaient la marque Van Hool-Fiat, ce qui allait permettre une grande expansion. En outre, l'entreprise restait un carrossier renommé[réf. nécessaire].
De plus, Van Hool devenait également constructeur sous licence des camions de la marque italienne et importateur pour la Belgique et le Luxembourg. Pour cette activité, la filiale Catrabel fut fondée. C'est ainsi qu'un nombre important de camions Fiat 682 et Fiat 619 furent construits pour les marchés d'Europe du Nord pendant cette période[réf. nécessaire].
Immédiatement, les produits issus de la collaboration Van Hool-Fiat eurent du succès : déjà en août le 100e autobus Van Hool-Fiat fut livré, et en juillet 1961 le cap des 500 autocars Van Hool-Fiat était dépassé[réf. nécessaire].
Van Hool racheta au groupe Chrysler-Dodge en 1971 l'usine de carrosseries pour autobus et autocars située à Saragosse en Espagne. Van Hool España était né. Exception faite de l'Espagne et du Portugal, la production de cette usine ne fut jamais vendue en Europe. Le gros de la production restait sur la péninsule Ibérique, le reste partait pour l'Amérique Latine et le Moyen-Orient. La plupart des modèles étaient dérivés des modèles produits en Belgique, mais étaient toujours des carrosseries sur châssis Barreiros, Ebro, Magirus, Mercedes-Benz, Pegaso, Scania et Volvo[réf. nécessaire].
En 1974, le fondateur Bernard Van Hool meurt et ses huit fils héritent de l'entreprise. Après des querelles familiales, trois membres de la famille quittent la société en 1999, celle-ci est désormais dirigée par les cinq familles restantes.
En 1981, Van Hool mit fin à sa collaboration avec la division Fiat V.I. au cours de laquelle plus de 10 000 autobus et autocars Van Hool avaient été équipés de mécaniques Fiat. C'est ainsi que le statut de constructeur indépendant de Van Hool s'affirma davantage. Les activités de Catrabel furent également arrêtées cette année-là. Dorénavant, les moteurs proviendraient principalement du constructeur allemand MAN, mais aussi de DAF et Mercedes-Benz Trucks et Autocars[réf. nécessaire].

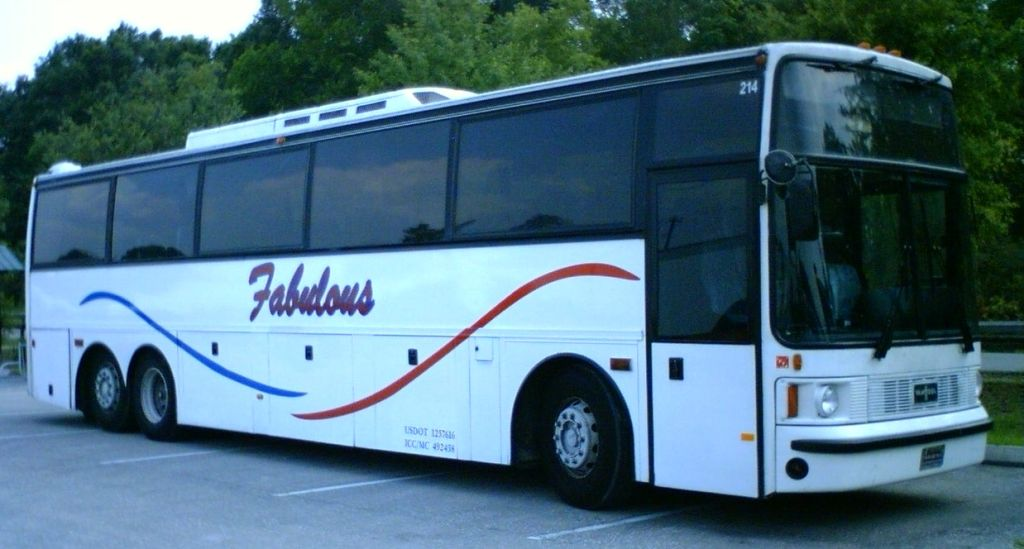
Van Hool T840 aux États-Unis.

En 1984, la famille Van Hool communiqua son souhait de revendre l'usine de Saragosse. Finalement, le personnel racheta l'usine et le renomma Hispano Carrocera. La même année, Van Hool se lança sur le marché des États-Unis, par la vente d'un premier autocar, de type T815 Acron à moteur MAN. Rapidement, le T815 fut adapté aux normes locales : dimensions habituelles aux États-Unis, ajout d'un troisième essieu, remplacement de la mécanique européenne par une mécanique américaine (moteurs Cummins, Detroit ou Caterpillar, boîtes de vitesses automatiques Allisson, etc.). Il est renommé T840. Van Hool devient en quelques années un des acteurs principaux du marché autocar aux États-Unis[réf. nécessaire].

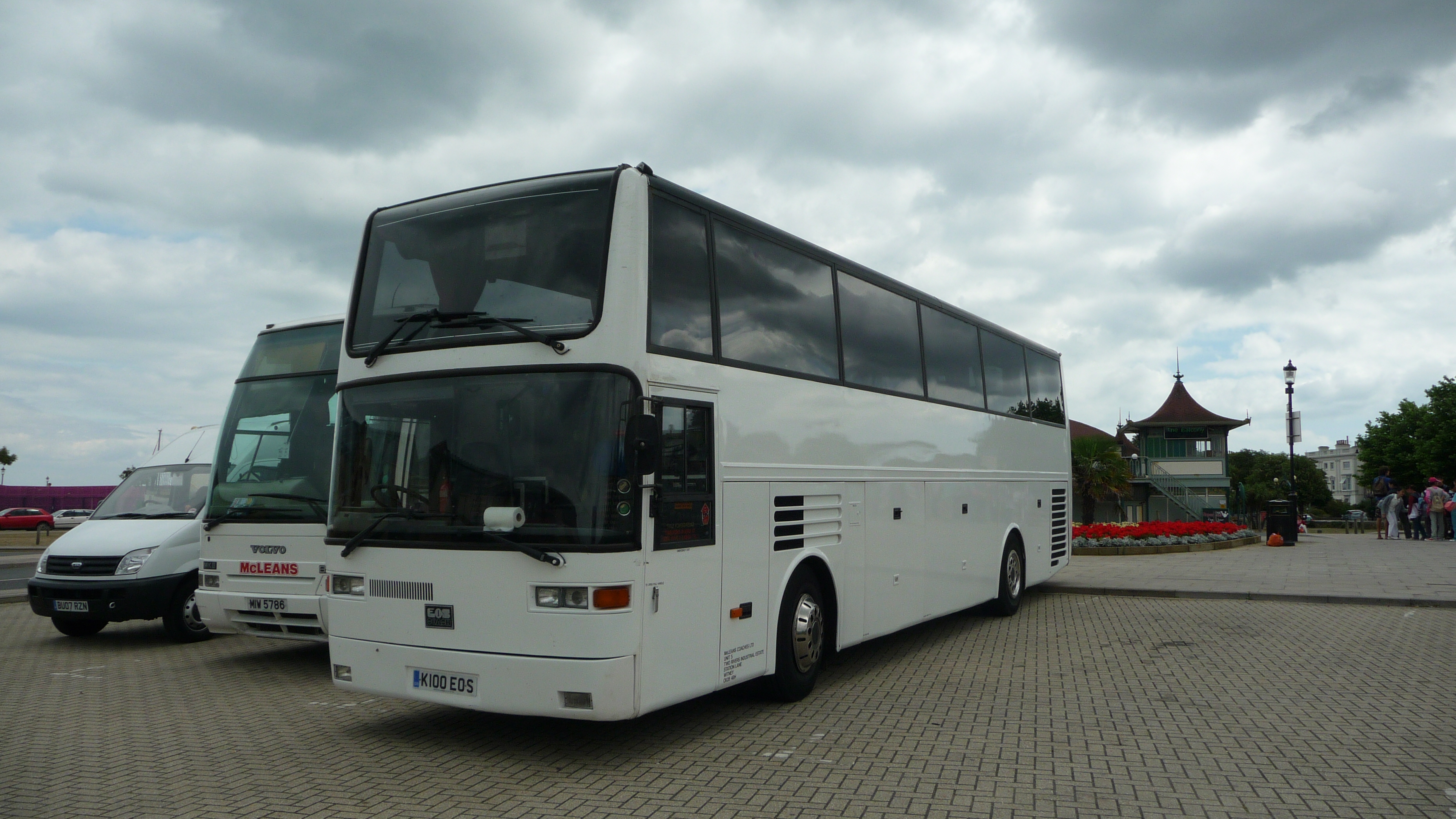
Autocar EOS 100.

En juin 1990, Van Hool reprend son concurrent belge LAG Bus, situé à Bree. La société, qui commercialise les autocars de type Atlantic, Panoramic et EOS 100, est rebaptisée Eos Coach Manufactoring Cy car seul le type EOS 100 est maintenu. En peu de temps, Van Hool crée une gamme complète EOS en ajoutant les modèles EOS 80, 90, 90L, 200, 200L et 233. L'EOS 100 est supprimé en 1994, le reste de la gamme en 2001 à la suite d'une réorientation commerciale. L'usine de Bree reçoit la production des type T9 CL & TL pour compenser cette suppression.
En 2013, Filip Van Hool, petit-fils du fondateur, est nommé CEO de l'entreprise. Celui-ci envisage de délocaliser la production des bus à faible valeur ajoutée en Macédoine du Nord en raison de la concurrence sur les coûts des autres fabricants d'autobus.

### Difficultés financières puis faillite
L'entreprise est en difficulté à la suite de la crise du coronavirus 2019, puis de la perturbation des chaînes d'approvisionnement, de la hausse des prix et de l'inflation. Les querelles familiales des actionnaires sont également unes des causes de la faillite de l'entreprise.
À la suite de difficultés financières et de tentatives de délocalisation de la production en Macédoine du Nord,,, la société dépose le bilan le 8 avril 2024,,.
La société sera reprise par le groupement entre VDL Groep et GRW, partenaire de Schmitz Cargobull qui honoreront les commandes en cours.

## Production

### Sites
La société Van Hool, avant son rachat par VDL, disposait de 2 sites de production : 
- dans la petite ville de Koningshooikt, près de Lierre, qui est aussi le siège social de l'entreprise Van Hool depuis sa création ;
- dans la ville de Skopje, en Macédoine, où une nouvelle usine a été mise en service en 2015 pour produire la gamme EX et la gamme pour les États-Unis.

## Image et communication

### Identité visuelle

Logo de 1975 à 2002.